# Colydium plaumanni
Colydium plaumanni es una especie de coleóptero de la familia Zopheridae.

## Distribución geográfica
Habita en Brasil.